# Superkart

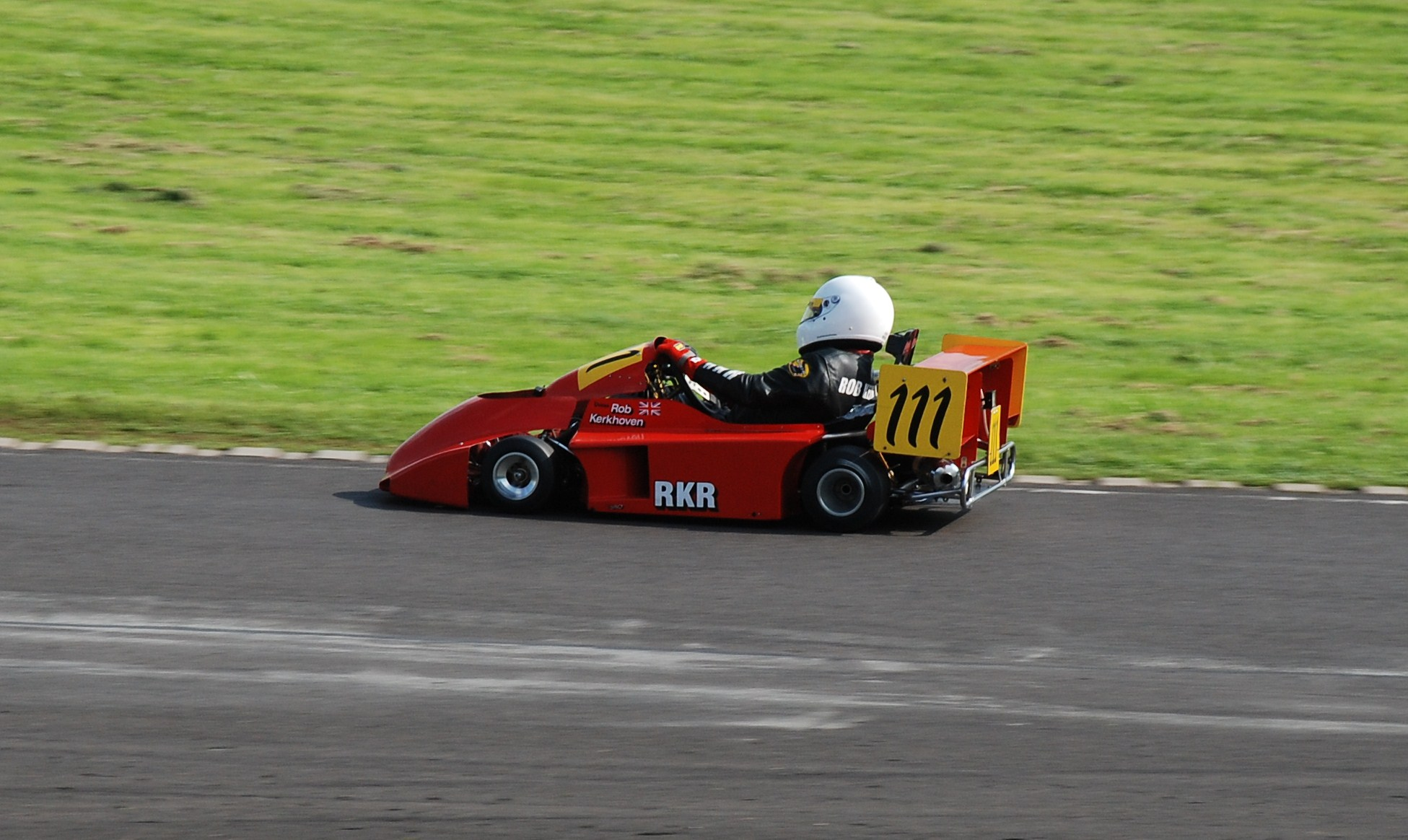
Un superkart de Fórmula E/División de 250 cc en Castle Combe, Inglaterra.

Superkart es una modalidad de carreras de automovilismo en carretera que utiliza karts en circuitos largos. La mayor diferencia entre un superkart y la mayoría de las otras formas de kart, es que tienen kits de carrocería aerodinámicos completos, además de tener una distancia entre ejes más larga que el chasis sprint, y generalmente se corren en circuitos de autos de más de 1.500 metros de longitud. En la unidad de potencia, en la mayoría de las veces, pero no exclusivamente, son motores de dos tiempos de 250 cc, que pueden ser motores de kart especialmente diseñados o motores de motocicletas de producción con cajas de cambios manuales secuenciales de cinco o seis velocidades. Debido a su alta velocidad máxima y su excelente capacidad para tomar curvas, la carrocería aerodinámica de un superkart incluye un carenado delantero, pontones más grandes y un alerón trasero. Utilizan neumáticos y ruedas y, con mayor frecuencia, compiten en circuitos de carreras de autos de tamaño completo.
Los superkarts de 250 cc pueden marcar tiempos de vuelta más rápidos que los vehículos de carreras mucho más caros y técnicamente avanzados.   Algunas clases británicas y australianas también incluyen karts con caja de cambios de 125 cc. Los Superkarts corren en "circuitos largos"  (p. ej. Silverstone, Laguna Seca, Magny-Cours ). En el Reino Unido también se corre en "circuitos cortos"  (por ejemplo, Kimbolton ); Los "cortocircuitos" están por debajo de 1.500 metros de longitud.  Los Superkarts se corren en todo el mundo. Hay un Campeonato Europeo de Superkart CIK-FIA de múltiples eventos (solo para karts de 250 cc),  y en el pasado ha habido un campeonato mundial, que se celebró por última vez en 1995. 
Los superkarts, una categoría global, están respaldados por la FIA y aparecieron como categoría de apoyo en el Gran Premio de Francia de Fórmula 1 en Magny-Cours en 2007, donde mejoraron los tiempos de vuelta de la Supercopa Porsche. 

## Funcionamiento
Impulsado por un motor de 250cc de dos tiempos que produce 100 HP (74,6 kW) para un peso total, incluido el conductor de 205 kilogramos, los superkarts tienen una relación potencia/peso (incluido el conductor) de aproximadamente 365 kg (490hp/tonelada), o más cerca de 730 kg (980hp/tonelada) sin el conductor, lo que equivale aproximadamente a un automóvil enano o a un automóvil de Gran Premio A1 con ruedas abiertas. 

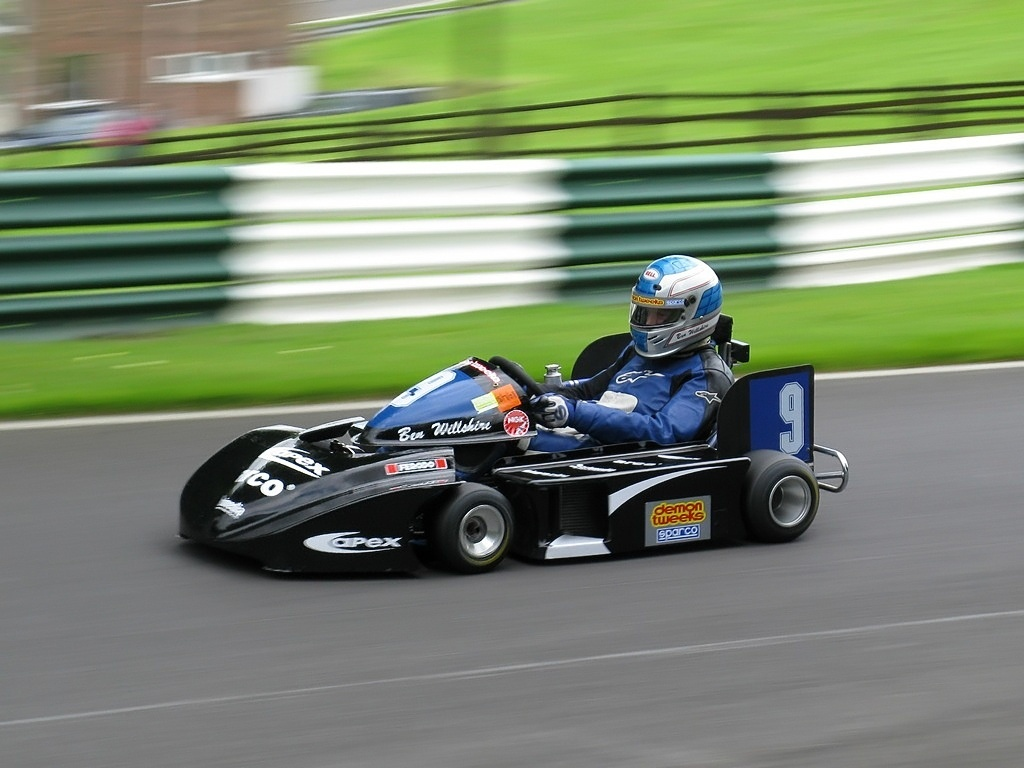
Superkart Ben Wilshire British 125 Clase Abierta

Los Superkarts pueden acelerar de 0 a 100 km/h en menos de 3 segundos con una velocidad máxima de 250 km/h.  Su bajo peso y su buena carga aerodinámica garantizan una excelente capacidad en curvas  y de frenado.  Un superkart es capaz de frenar desde 160 km/h hasta detenerse en aproximadamente 2 segundos y tomar curvas a casi 3 g (30m/s²). 